# Natalya Pomoshchnikova-Voronova
Natalya Pomoshchnikova-Voronova (9 de julho de 1965) é uma ex-velocista russa, especialista nos 100 m e 200 m rasos, que competiu internacionalmente pela União Soviética e posteriormente pela Rússia. Foi campeã mundial do revezamento 4x100 m no Campeonato Mundial de Atletismo de 1993, em  Stuttgart, Alemanha. Campeã soviética dos 100 m rasos em 1984, conquistou uma medalha de bronze nos Jogos de Seul 1988 representando a URSS.